# Hideyuki Matsui
Hideyuki Matsui –en japonés, 松井英幸, Matsui Hideyuki– (Toyokawa, 14 de febrero de 1964) es un deportista japonés que compitió en ciclismo en la modalidad de pista, especialista en la prueba de velocidad individual.
Ganó tres medallas en el Campeonato Mundial de Ciclismo en Pista entre los años 1986 y 1989.

## Medallero internacional
| Campeonato Mundial | Campeonato Mundial                | Campeonato Mundial | Campeonato Mundial       |
| Año                | Lugar                             | Medalla            | Competición              |
| ------------------ | --------------------------------- | ------------------ | ------------------------ |
| 1986               | Colorado Springs (Estados Unidos) | Medalla de plata   | Velocidad individual (P) |
| 1987               | Viena (Austria)                   | Medalla de plata   | Velocidad individual (P) |
| 1989               | Lyon (Francia)                    | Medalla de bronce  | Velocidad individual (P) |